# Inicios del movimiento obrero catalán
El movimiento obrero catalán estuvo en los orígenes del movimiento obrero español pero reunió una serie de características diferenciales en relación con el movimiento obrero del resto de España a causa de las complejas relaciones con el movimiento catalanista (catalanismo político) que intentó influenciarlo a partir de principios del siglo XX.

## Inicios des asociacionismo obrero catalán
El asociacionismo obrero catalán empezó a despuntar en la década de 1840. En 1839 se reguló por primera vez el asociacionismo obrero (circular del Ministerio de la Gobernación de 28 de febrero de 1839 autorizando la libre constitución de corporaciones que atendían a desgracias, enfermedades, etc). Se trataba de un movimiento en estadio incipiente y local. Con el ascenso del general Espartero en enero de 1840 se inició una cierta liberalización política que permitió la formación de asociaciones y que los obreros tejedores catalanes aprovecharon para crear, el 17 de marzo de 1840, la primera Federación de tejedores del algodón de Cataluña a la que seguirían otras semejantes por todo el territorio catalán. Los patronos las combatían ferozmente despidiendo o no contratando a los asociados. Sin embargo, las duras condiciones laborales en medio de una dura crisis industrial, favorecían la entrada de nuevos miembros buscando la protección de la organización. En 1842 estas asociaciones reunían más de 57.000 asociados.
La sociedad La Protección Mutua de Tejedores de Barcelona  establecía, en una reunión general de comisionados celebrada en el antiguo convento de los Trinitarios el 8 de diciembre de 1840, que “… todos los individuos que por falta de trabajo sean despedidos de sus fábricas y estén vacantes, serán socorridos por la Sociedad a razón de 4 reales diarios. Todo individuo que esté sin trabajo no ha de satisfacer la cuota semanal. Los socios despedidos por falta de trabajo serán socorridos a 6 pesetas semanales, …”  
La Sociedad de Tejedores, además de la ayuda mutua entre los miembros de la asociación en el terreno laboral (mejora de los jornales, establecimiento de bolsas de trabajo, cotización semanal por parte de los asociados como caja de resistencia para las huelgas, sistema de socorro para los despedidos, etc.) fundaron una fábrica textil (con la ayuda de un préstamo del Ayuntamiento de 35.000 pesetas y una emisión de acciones), constituida en forma de cooperativa obrera para dar trabajo a los parados del sector. 
Los industriales reaccionaron inmediatamente y en enero de 1841 consiguieron la primera prohibición de la Sociedad de Protección Mutua. Tras una nueva autorización en mayo de aquel año, volvería a ser prohibida en diciembre para volver a ser autorizada en enero de 1842. Esta vez funcionaría durante todo el año hasta diciembre cuando se produjo la revuelta de Barcelona contra el general Espartero y el bombardeo de la ciudad. Con la vuelta al poder de los moderados en noviembre de 1843 la asociación quedó disuelta.

## Las primeras luchas obreras en Cataluña
Hasta finales de la década de 1880 la burguesía industrial catalana, con la ayuda de las fuerzas represivas del Estado, había controlado con bastante éxito los intentos organizativos del movimiento obrero. 
En mayo de 1854 estalló una huelga en solidaridad con los trabajadores de la fábrica La España Industrial. El capitán general practicó numerosas detenciones para desarticularla. El 2 de abril una gran multitud intentó forzar las puertas de la prisión donde estaban detenidos los huelguistas. La tropa intervino matando a 4 obreros y deteniendo a unos 200. En total 800 obreros resultaron detenidos. 
El 6 de junio de 1855 fue ejecutado, en el Portal de St. Antoni, Josep Barceló, un dirigente obrero de Mataró miembro destacado de la asociación de hiladores de algodón de Barcelona que había participado activamente en las anteriores movilizaciones. 
El 21 de junio de 1855 el capitán general había publicado un bando en que las asociaciones obreras quedaban definitivamente prohibidas y declaró la ley marcial. Ahora se declaró una huelga general en defensa del derecho de asociación obrera el 2 de julio de 1855. Durante el primer día de la huelga, que duraría diez días, resultó muerto Sol i Padrís, director de la fábrica el Vapor Vell de la familia Güell. Una bandera roja fue paseada por la ciudad y clavada en la plaza del Pedró, uno de los centros neurálgicos de la ciudad. Dos fábricas con selfactinas fueron incendiadas. Alrededor de 70 obreros fueron deportados. Tras el Bienio Progresista las sociedades obreras fueron de nuevo prohibidas. Con la llegada del general Domingo Dulce como capitán general de Cataluña (1858-62) se volvieron a permitir las asociaciones y el paréntesis se aprovechó para lanzar la publicación de dos periódicos obreros: El Obrero y La Asociación. Desde El Obrero se convocó el primer Congreso Obrero de Barcelona (diciembre de 1865) para coordinar las sociedades obreras existentes. Asistieron representantes de la mayoría de las sociedades obreras catalanas. 
En octubre de 1868 las sociedades obreras salieron de nuevo a la superficie. Se creó la Dirección Central de Sociedades Obreras que agrupó 195 sociedades obreras. El 13 de diciembre de 1868 se reunió el segundo Congreso Obrero en Barcelona convocado, esta vez, por dicha Central, con representantes de 61 sociedades obreras catalanas que, entre otras cosas, aprobó la participación de uno de sus representantes (Pau Alsina) en las candidaturas a las Cortes como representante del movimiento obrero. 
En Cataluña se fundó en 1869 el sindicato Las Tres Clases del Vapor (hiladores y tejedores) con 8.500 afiliados.
En enero de 1869 Giuseppe Fanelli, enviado por Bakunin, llegó a Barcelona reuniéndose con los dirigentes obreros catalanes (Rafael Farga Pellicer, García Viñas, Trinidad Soriano, …). En agosto del mismo año se fundó el periódico La Federación.
Durante los primeros años de la Restauración borbónica el movimiento obrero hubo de replegarse, pero a mediados de la década de 1880 volvió a reorganizarse y recuperar fuerza.

## Anarquismo catalanista
Mientras la burguesía catalana se castellanizaba, los obreros catalanes hablaban catalán. En los mítines y en las asociaciones se empleaba el catalán. Incluso en los consejos de guerra del capitán general Zapatero en 1856 se constató que los obreros se expresaban en catalán. El teatro al que acudían los obreros representaba obras en catalán.
El anarquismo anterior a la aparición del catalanismo político se sentía “catalanista”.  Los concursos literarios anarquistas (Certámenes Socialistas de Reus (1885) y de Barcelona (1889), destacaron por su éxito de asistencia y su alto nivel.   En los discursos y conferencias se alternaba libremente el catalán con el castellano. Entre 1881 y 1896 se editó el semanario anarquista La Tramontana escrito totalmente en catalán.  (La Tramontana, periodich polític Vermell) . “Desde hoy La Tramuntana, sin faltar sábado alguno, soplara a diestro y siniestro en Barcelona librando a la ciudad de los malos vientos y recobrando así la salud.”

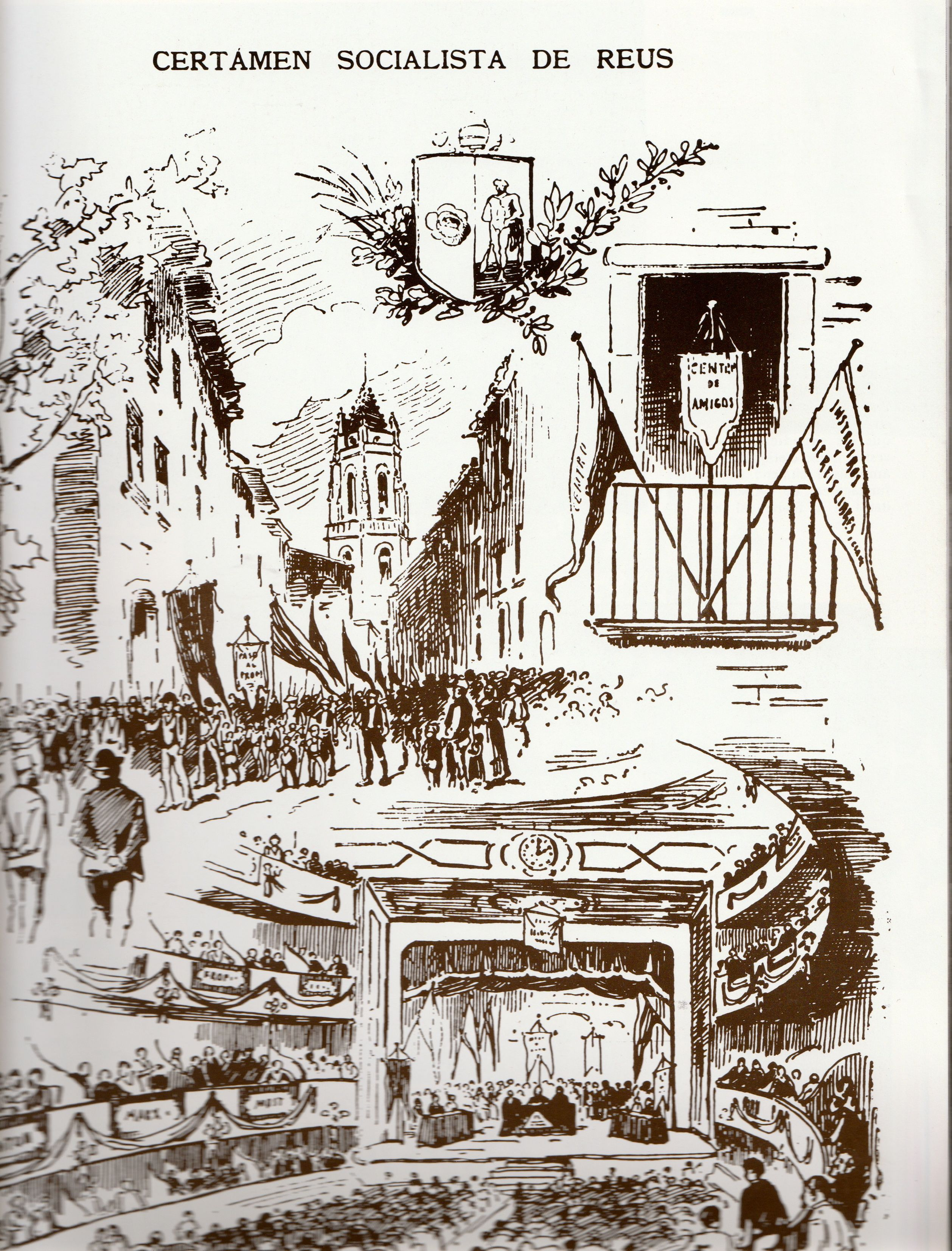

La historiografía catalanista ha querido buscar “catalanismo nacionalista” entre los inicios del movimiento obrero hablando de un supuesto "catalanismo-libertario". En realidad, el "catalanismo" anarquista de los primeros años era un "catalanismo" que se caracterizaba por su antinacionalismo y su internacionalismo.
En un artículo titulado "Altra vegada” en la revista La Tramontana núm.42, 11/11/1881 (un periódico obrerista, editado inicialmente en lengua catalana, publicado desde 1881 hasta 1896; se publicaron 717 números) se manifestaba:
"Nosaltres no som separatistes (...) nosaltres no volem pas dividir, sino multiplicar; y obehint a’n aquestes ideas, som més unionistes, molt més que tots los unificadors del mateix ventrell d’Espanya, puig desitjem que s’esborrin les fronteras, que’ls noms de nació sols serveixi per designar grans regions; anhelem que tothom sigui germà, y volem, en una paraula, per patria, no sols Catalunya, sino Espanya, l’mon."
El concepto de “patria” tenían un sentido muy diferente para el catalanismo anarquista que el que tendría para los futuros catalanistas políticos. 
«Parleu de patria al que no troba feyna y te fills que li demanan pá; parleu de patria al que si traballa en lo seu pais guanya sis rals per morirse de gana, mentres que emigrant podrá satisfer sas necessitats, y ab rahó malehirá aquesta patria que li nega la subsistencia»[…] «Y allí ahont hi hage un bocí mon que respectin per igual a tothom lo dret a la vida; allí ahont dret y deber vagin sempre aparellats; allí ahont les institucions no lliguin los brassos ni l’enteniment y sian servidoras de la Humanitat; allí ahont los privilegis no’s coneguin, allí serà la Pàtria [...] «Y allí ahont hi hage un bocí mon que respectin per igual a tothom lo dret a la vida; allí ahont dret y deber vagin sempre aparellats; allí ahont les institucions no lliguin los brassos ni l’enteniment y sian servidoras de la Humanitat; allí ahont los privilegis no’s coneguin, allí serà la Pàtria»(La Tramontana" n.42, 11/11/1881)
La revista La Tramontana fue suspendida varias veces y cerrada en 1896. Cuando intentó reaparecer en 1907 los obreros ya identificaban el catalanismo con la burguesía y a los pocos números de su reaparición aparecía escrita en castellano.

## Catalanismo político y movimiento obrero
“El catalanismo de las primeras décadas del siglo XX seguía perteneciendo principalmente a las clases medias locales, a próceres de provincia y a intelectuales, pues la clase trabajadora militante y predominantemente anarquista, tanto la catalana como la formada por inmigrantes, seguía mirando el nacionalismo con suspicacia por motivos clasistas.”
Eran tiempos en los que se gestaba lo que después se denominaría el catalanismo político, y sus dirigentes reflexionaban sobre cómo integrar el movimiento obrero en los proyectos que estaban trazando para Cataluña. Asimismo, ante la inquietante evolución del movimiento obrero, la alta burguesía catalana reclamaba a la Lliga Regionalista, que se había erigido como principal promotora del nuevo catalanismo, una estrategia para contrarrestarlo.
“En va Prat de la Riba els increpava sovint, dient-los: “Feu-la l’esqurra, és el vostre deure!” Inútil! Ells no feien l’esquerra i es llençaven a catalanitzar les clases obreres, perquè no sentien aquesta tasca: més aviat els repugnava.”
El historiador Antoni Jutglar, en 1972 afirmaba con rotundidad que “Se descubre que, a través de confusionistas formulaciones ideológicas, existe un interés fundamental en confundir los conceptos de “burguesía” y de “Cataluña” y, paralelamente, para dibujar una comunidad ideal de “poble català” que actúe, en el seno de los diversos núcleos no burgueses, como un eficiente mecanismo de evasión y espejismo, con capacidad para impedir determinadas movilizaciones sociales, que no resulten oportunas o interesantes para los objetivos burgueses."
Algunos dirigentes de la LLiga Regionalista razonaban que la mejor manera de neutralizar el movimiento obrero se conseguiría mediante una red de colonias industriales repartida a lo largo y ancho del territorio.
Prat de la Riba citaba a J.J Permanyer i Ayats, (1895): “…, me atrevo a citar, entre los hechos que tal vez están llamados a servir de base a la reforma (soluciones que el genio del pueblo catalán daría a la profunda crisis social contemporánea), estas grandes colonias industriales que hoy se organizan y funcionan en distintos puntos ele Cataluña y principalmente en nuestras cuencas hidrográficas. El hecho es cierto.  La iniciativa privada, en parajes antes desiertos, encierra días, semanas y aun meses, bajo una sola llave, en el sentido material de la palabra, millares de personas de todos sexos y edades, familias enteras, en una palabra, una población de obreros con sus directores, mayordomos y capataces, sus abacerías, sus comercios, su asistencia facultativa, hasta su cura de almas, todo bajo una misma dirección y bajo el imperio de una voluntad soberana.”
El gran dirigente catalanista expresaba con rotundidad sus ideas respecto a la clase obrera y la necesidad de controlarla, refiriéndose a las villas romanas tras su cristianización: 
"[…] Algo muy parecido ha de efectuarse hoy. La situación es semejante. La industria moderna ha reunido en las grandes capitales una inmensa población obrera sin tradiciones y sin hogar, confusa, abigarrada, en la cual han prendido fácilmente todas las corrupciones. La miseria la ha amontonado en miserables covachas, revuelta y mezclada, sin distinción de sexo ni de edad ni vínculos sociales; la desmoralización ha sido inevitable, el vicio en sus formas más repugnantes lo ha sido también. La promiscuidad reina otra vez como en la horda servil, como en todas las agrupaciones sociales al descomponerse y degradarse. No hay en ella familia, ni sentimientos altruistas, ni ideas religiosas, ni nada de lo que hace al hombre ser social. Destruida la persona, queda sólo la fiera, y éstas se juntan em manada únicamente para destruir más y mejor que en su aislamiento. La sociedad actual ha de ser recreada, ha de crearse de nuevo. […] El medio en que vive actualmente gran parte de la población obrera es, por regla general, un medio infestado, un medio en que pululan todos los gérmenes del mal […] la tertulia en la taberna ó en el círculo de compañeros; allí recibe le obrero la iniciación en todos los vicios […] allí se pierde su buen sentido y se falsea su inteligencia alimentándola con absurdas utopías, […] allí se embotan sus sentimientos; y su concupiscencia, […] engendra lentamente en su alma odios terribles, odios y rencores de clase que se acumulan en su pecho. […] Esto nos lleva de la mano a tratar de la segunda causa del valor regenerativo de la colonia industrial: el imperio de una voluntad soberana. […] Casi todas las facultades de que necesita el patrono […] tienen su raíz en el derecho de propiedad, […] la facultad de […] prohibir la entrada en la misma de las personas y de las cosas, periódicos y libros, por ejemplo, que no el acomoden.”
En 1910 Juan José Laguarda, obispo de Barcelona, pidió al industrial Eusebi Güell que levantara alrededor de su colonia indsutrial “una muralla muy gruesa y muy alta para que jamás penetren las doctrinas del socialismo”
En 1906 el político, publicista e historiador catalanista Josep Pella i Forgas expresaba su preocupación respecto al avance del movimiento obrero catalán: “Todavía no hay hoy en el regionalismo catalán un pensamiento claro y bien definido; quedan encubiertas las cuestiones fundamentales y sin resolver. […] no se han presentado soluciones ni tan solo esperanzas en la cuestión que tanto interesa al pueblo, la que se ha convenido en denominar cuestión social. […] Al obrero catalán el catalanismo, por toda reivindicación, le ha presentado la autonomía política; […] no le ha dicho nada […] de las angustias diarias del jornal, de la familia, de los hijos; nada ni de consuelo ni de esperanza en una acción social regionalista […] Si el regionalismo no cuenta con la masa obrera, nunca será una gran fuerza […] Todavía más, este problema puede ser la muerte del nacionalismo.”

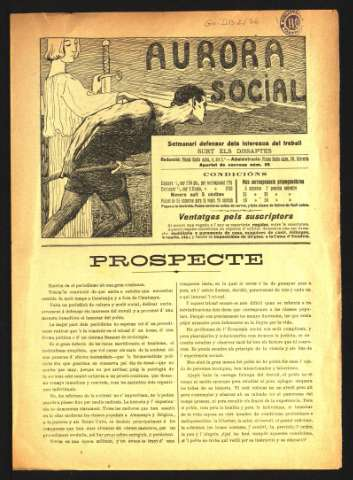
Aurora Social

En mayo de 1907 militantes de la Lliga Regionalista fundaron un semanario laico en catalán titulado: “AURORA SOCIAL”, subtitulado “Semanario Defensor de los Derechos del Trabajo”. A pesar del considerable empeño de los dirigentes catalanistas el semanario languideció algunos años hasta desaparecer a mediados de 1909, justo antes de la Semana Trágica.

## La radicalización catalanista al final de la 1ª G.M. y el movimiento obrero
El 14 de junio de 1917, los parlamentarios de la Lliga Regionalista, liderados por Cambó, publicaron en Barcelona un manifiesto en el que criticaban la escasa representatividad del sistema de la Restauración y reclamaban una reforma de la Constitución de 1876 que incorporara el reconocimiento de las identidades regionales.
Cambó tenía una estrategia. En el clima revolucionario de aquel verano, tras el ultimátum de las Juntas militares de defensa del 1 de junio, buscaba generar un impacto en Barcelona, colocándose al frente del movimiento revolucionario para desorientar a todos los actores, lograr la autonomía plena para Cataluña y situar los intereses de la burguesía catalana en el centro de la política española. Este plan dejaba en evidencia la arrogancia y audacia de los líderes del primer nacionalismo político catalán (así como su profundo menosprecio hacia el movimiento obrero), quienes creían posible que un partido de la burguesía catalana no sólo liderara una nueva Solidaritat Catalana, sino que encabezara una revolución en España.
Cambó aprovechaba las aspiraciones de la izquierda republicana y del movimiento obrero para presionar a Dato y al monarca. El líder de la Lliga buscaba presentar al catalanismo como la fuerza capaz de democratizar España, uniéndose —contra toda lógica— a una alianza revolucionaria que incluía a republicanos, nacionalistas catalanes de izquierda, socialistas y anarquistas. La Lliga creía estar a punto de lograr un sistema político a su medida que garantizara todos los beneficios posibles para la oligarquía catalana.
El 17 de julio Cambó, conociendo ya la resolución de las Juntas de Defensa de ponerse a las órdenes del Gobierno contra la intentona revolucionaria, desconvocó los paros y manifestaciones catalanistas preparadas para el 19 de julio pidiendo calma. Su estrategia había fracasado. La radicalización del movimiento obrero, ahora sin un objetivo claro, resultaría fatal para el mismo.. 
El 13 de agosto el ministro de la Gobernación José Sánchez Guerra declaró el estado de guerra y las autoridades militares asumieron el control del orden público. Los combates más encarnizados ocurrieron en Cataluña, Madrid, Bilbao, Asturias, y Huelva. El ejército utilizó fuego de ametralladora y artillería. El 15 de agosto se produjo un motín en la Cárcel Modelo en el que murieron decenas de prisioneros. El mismo día 15 de agosto fue detenido el comité de huelga en pleno en Madrid. Hubo cerca de 80 muertos, 37 de ellos en Cataluña, y cerca de 2000 detenidos.
Francesc Cambó, aliviado una vez aplastada militarmente la temida huelga general revolucionaria, volvió a ponerse en contacto con Alfonso XIII ofreciéndose ahora para "salvar la monarquía", abandonando así definitivamente su esporádica y peligrosa alianza con republicanos y socialistas.

## El Catalanismo de izquierda y el movimiento obrero
Los 14 puntos del presidente norteamericano Thomas Woodrow Wilson al final de la 1ª G.M. en los que se defendía el derecho la autodeterminación nacional, despertaron grandes expectativas en Cataluña y provocó la reactivación del nacionalismo.
El nacionalismo catalanista se radicalizó momentáneamente tras el fin de la 1ª GM.En noviembre de 1918 se organizó una nueva campaña pro autonomía con un frente único de la Lliga junto a los catalanistas republicanos, los radicales de Lerroux y los socialistas pero, significativamente, faltaba la principal central sindical obrera, la CNT, y también la minoritaria UGT. 
Aparecieron multitud de agrupaciones que simulaban desmarcarse de la burguesía para poder conectar con el movimiento obrero: Joventut Nacionalista Obrera Pàtria Nova, Bloc Nacionalista Obrer Germinal, Grop Joventut L’Avençada, Els Néts dels Almogàvers, Joventut Nacionalista La Barricada, Grup La Barricada o Grop Català La Barricada (no se acabaron de aclarar con el nombre) Joventut Nacionalista La Falç, …, en las que militaban unos 1.500 ruidosos jóvenes separatistas. La Lliga financiaba algunos de ellos y también su periódico L’Intransigent.
En noviembre de 1918 se organizó una nueva campaña pro autonomía con un frente único de la Lliga junto a los catalanistas republicanos, los radicales de Lerroux y los socialistas. Sería la última Solidaritat política catalana. se redactó un proyecto de Estatuto de Autonomía que fue presentado al jefe del Gobierno, García Prieto, el 29 de noviembre de 1918.
Los lerrouxistas ahora se declaraban partidarios de autonomía integral de Cataluña. El CADCI, la cooperativa obrera de consumo La Flor de Maig y algunos ateneos obreros, también manifestaron su apoyo. Pero, significativamente, faltaba la principal central sindical obrera, la CNT, y también la UGT.

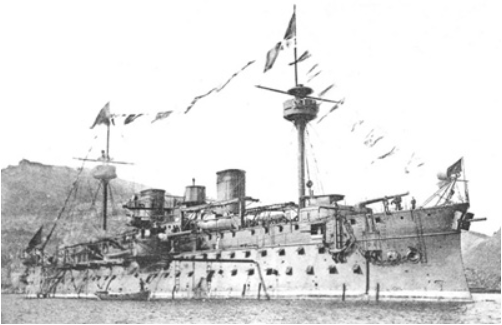
Acorazado Pelayo

Durante el mes de enero de 1919 se sucedieron las manifestaciones de catalanistas con barretina y lacitos con los colores de la senyera en la solapa, jugando al gato y el ratón con la policía, que en algunos casos les requisaba los lacitos. Se trataba básicamente de dependientes del comercio, estudiantes y unos pocos obreros de oficio artesanal.  Por el contrario, la cosa era más seria cuando se trataba de manifestaciones de carácter netamente obrero. El 17 de enero de 1919 fueron detenidos 25 dirigentes de la CNT y fueron encerrados en el acorazado Pelayo varado en el puerto. La revista Solidaridad Obrera  fue prohibido.
En enero de 1919 sectores importantes del nacionalismo catalanista, liderados por Francesc Macià, crearon la Federació Democrática Nacionalista (el Partit Nacionalista Obrer había pasado a mejor vida) que pretendía agrupar a la izquierda catalanista con los republicanos federalistas excluyendo a la Lliga Regionalista. 
Esta altisonante "radicalización" del catalanismo político enmudeció de repente con la huelga de la Canadiense. A petición de los directivos de La Canadiense, el Estado se hizo cargo de la compañía. El 21 de febrero las tropas ocuparon las plantas eléctricas y volvieron a iluminar tenuemente Barcelona. El cenetista Sindicato de Artes Gráficas impuso una “censura roja” a todos los diarios barceloneses; durante siete días la prensa barcelonesa enmudeció, y la resistencia a reincorporarse al trabajo fue masiva. Empezaron las detenciones. El castillo de Montjuic se volvió a llenar de presos sindicalistas.
La huelga hizo despertar de golpe a la realidad a la burguesía después de la alegre agitación nacionalista radical. La agitación catalanista cesó como por ensalmo a partir del 27 de enero de 1919. 
En una asamblea multitudinaria en la plaza de toros de Las Arenas, con más de 20.000 obreros, se celebró el triunfo del movimiento obrero tras la huelga de la Canadiense. La huelga de la Canadiense se transformó en un verdadero mito en toda Europa y el sindicalismo anarquista logró medio millón de cotizantes sólo en Cataluña. La respuesta de la patronal, el gobierno y el movimiento catalanista  fue el inicio de la guerra sucia contra el obrerismo.
En febrero de 1919 había llegado a Barcelona como gobernador militar el general Severiano Martínez Anido. Anido, que en noviembre de 1919 pasaría de gobernador militar a gobernador civil, organizaría la guerra sucia contra los anarcosindicalistas junto al inspector jefe de la policía barcelonesa primero y de la Guardia Civil después, Miguel Arlegui Bayones, curtido en Cuba y Puerto Rico en la represión de los independentistas caribeños. Cambó, Milans del Bosch, Martínez Anido, Arlegui y Bravo Portillo organizaron una verdadera guerra sucia contra el movimiento obrero. 
Los empresarios habían organizado un sindicato patronal “único” a escala catalana para enfrentar al sindicato único anarquista, la Federación Patronal de Barcelona (a finales de 1920 cambió el nombre por Federación Patronal que empezó a funcionar el 12 de marzo de 1919.
Cambó, el capitán general, la oficialidad de la guarnición, la Federación Patronal de Cataluña, todos, se habían organizado y preparado para dejar a la CNT fuera de combate. No hubo ninguna negociación como en la huelga de La Canadiense. Se quería la rendición incondicional de los huelguistas y la aniquilación de la CNT. 
Barcelona quedó sectorializada. La patronal, capitaneada por la Lliga, colaboró con los militares en las tareas represivas. Cambó, junto a Juan Ventosa, Bertran i Musitu  y numerosos miembros de la Lliga, organizaron los nuevos "escamots" junto a monárquicos y jaimistas, incluso algunos miembros de la Liga Patriótica Española, excluyendo a cualquiera que no fuera burgués, dando carpetazo a la campaña autonomista. Este nuevo Somatén urbano estaba integrado exclusivamente por burgueses. Era el fin de toda “Solidaritat” o colaboración de la Lliga con fuerzas políticas situadas a su izquierda.
La Federación Patronal de Barcelona convocó un lockout patronal que paralizaría la ciudad entre noviembre de 1919 y enero de 1920. El 10 de octubre de 1919, los sindicatos "libres" habían celebrado su acto fundacional en el Ateneo Obrero Legitimista del distrito barcelonés de Sants, Estos sindicatos habían surgido a inicios de 1919, poco antes de la huelga de La Canadiense, impulsados por el comandante Bartolomé de Roselló, vinculado al Gobierno Civil de Barcelona y a Joaquim Milans del Bosch y fueron instrumentalizados por la patronal, la policía y las autoridades militares como una fuerza irregular contra el sindicalismo anarquista. Los sectores tradicionalistas catalanes estructuraron la organización, mientras los empresarios favorecían a sus afiliados, usándolos como rompehuelgas. Entre sus miembros figuraban pistoleros implicados en asesinatos como los de Salvador Seguí o Francesc Layret.